# Parafia Matki Bożej Częstochowskiej w Kole

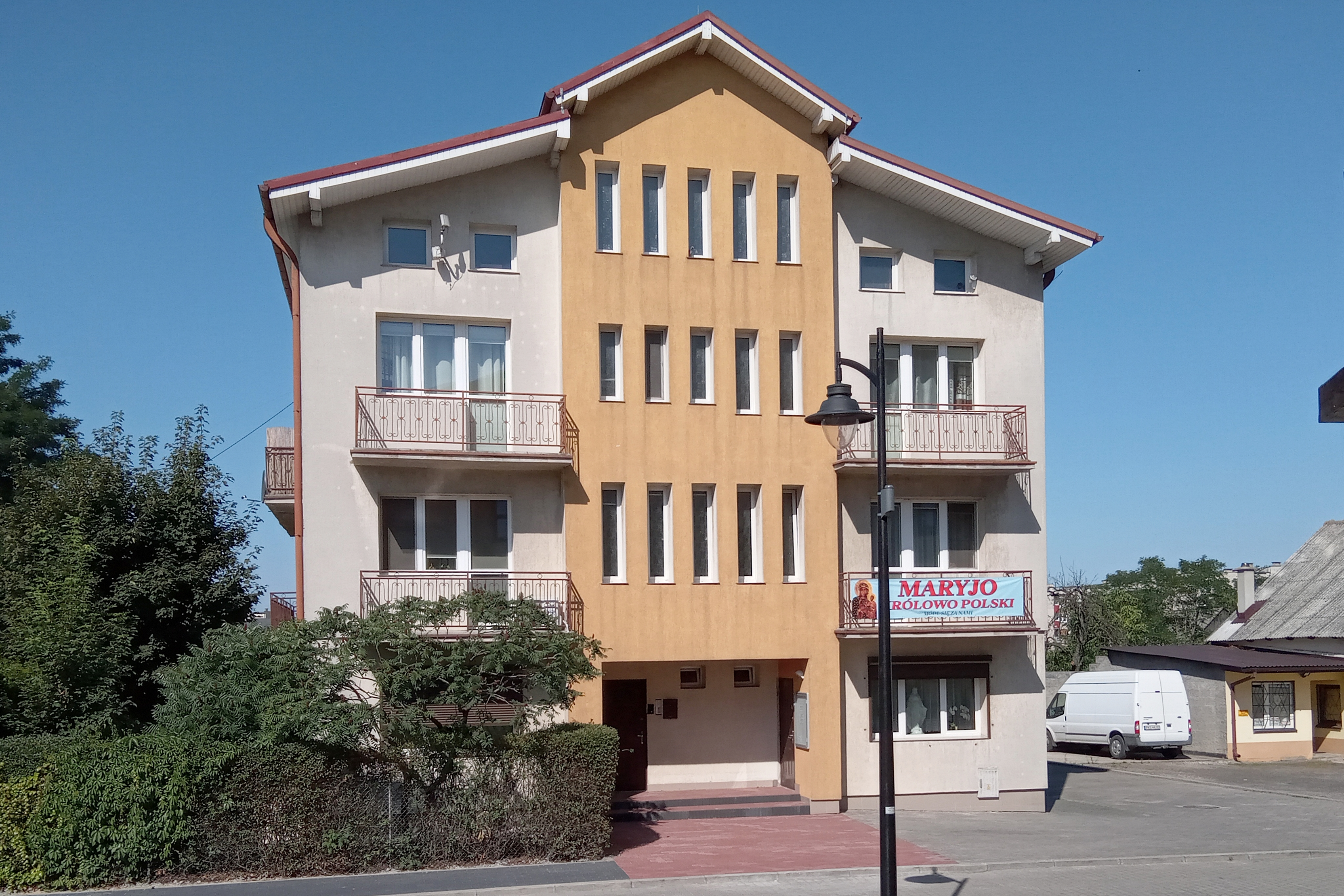
Plebania

Parafia Matki Bożej Częstochowskiej w Kole – rzymskokatolicka parafia położona w centralnej części miasta. Administracyjnie należy do dekanatu kolskiego (diecezja włocławska). 

## Historia
Parafia została utworzona w 1982 z fragmentu parafii Podwyższenia Krzyża Świętego w Kole, w związku z rozbudową miasta w kierunku północnym. Inicjatorem powstania parafii był ówczesny proboszcz i dziekan kolski – ks. kanonik Serafin Opałko. W 2005 wschodnie krańce parafii zlokalizowane w osi ulicy Nagórnej zostały przyłączone do utworzonej parafii św. Bogumiła w Kole. W 2007 w jubileusz 25-lecia istnienia parafii ordynariusz diecezji włocławskiej biskup Wiesław Alojzy Mering dokonał konsekracji świątyni parafialnej.   

## Zasięg parafii
W skład granic administracyjnych parafii wchodzą:
- miasto Koło
  - osiedle Przedmieście Warszawskie
    - ulice: Blizna, Władysława Broniewskiego (część), Bolesława Chrobrego, Dojazdowa, Kolejowa, Konwaliowa (część), majora Ryszarda Malczewskiego, Stanisława Mikołajczyka, Miodowa, Nagórna (część), Niezłomnych (część), ks. Serafina Opałki, Paderewskiego (część), PCK, Piaski, bł. ks. Jerzego Popiełuszki, Przemysłowa, Przesmyk, Spółdzielców, Składowa, Toruńska (część), Towarowa, Tuwima, Wąska, Wiejska (część), Wincentego Witosa, Piotra Wojciechowskiego (część), Włocławska (część)
- gmina Koło
  - Chojny – zabudowania w osi drogi wojewódzkiej nr 270

Na terenie parafii znajdują się domy zakonne sióstr ze Zgromadzenia Małych Sióstr Misjonarek Miłosierdzia, a także prowadzony przez Orionistki Dom Pomocy Społecznej w Kole z kaplicą.

## Grupy parafialne
- Parafialny Zespół Caritas
- Liturgiczna Służba Ołtarza
- Odnowa w Duchu Świętym „Bartymeusz”
- Wspólnota Krwi Chrystusa
- Rodzina Radia Maryja
- Koło Żywego Różańca
- schola młodzieżowa
- neokatechumenat

## Proboszczowie
- ks. prałat Stanisław Matczak (1982–1987)
- ks. prałat Janusz Ogrodowczyk (1987–2014)
- ks. kanonik Władysław Waszak (od 1 lipca 2014)[3]